# 布兰迪·赛勒斯
布兰迪·赛勒斯（Brandi Cyrus，1987年5月26日—）是一位美国演员、唱片騎師。她曾参与主持美國精彩電視台的真人秀节目《赛勒斯对赛勒斯：设计与征服》和播客节目《你最爱之物》（Your Favorite Thing）。
乡村音乐歌手比利·雷·赛勒斯共有6个孩子，布兰迪是他的长女，她有3个兄弟和两个妹妹。